# NGC 2104
NGC 2104 este o emission-line galaxy⁠(d) situată în constelația Pictorul. A fost descoperită în 27 decembrie 1834 de către John Herschel. Se află la o distanță de 17,95 megaparseci de Pământ.